# Красный Октябрь (Зимовниковский район)
Красный Октябрь — хутор в Зимовниковском районе Ростовской области.
Входит в состав Ленинского сельского поселения.

## История
По состоянию на 1926 год хутор входил в состав Зимовниковского сельсовета Зимовниковского района Сальского округа Северо-Кавказского края. Согласно переписи населения 1926 года на хуторе проживало 110 человек, все - украинцы.

## География
На хуторе имеется одна улица: Октябрьская.

## Население
Динамика численности населения
| 1926 | 2002 |
| ---- | ---- |
| 110  | 141  |

| 2010 |
| ---- |
| 87   |